# Marley (conductor)
Alejandro Wiebe (Carapachay, Vicente López, Buenos Aires; 1 de junio de 1970), conocido por su nombre artístico Marley, es un conductor, comediante y productor de televisión argentino. Es considerado como uno de los más reconocidos conductores de la televisión argentina del último tiempo. Sus comienzos fueron en Canal 13 y desde finales de 2002 trabaja en el canal competidor Telefe desempeñándose como el principal animador y conductor.

## Carrera
Sus primeros pasos en el mundo del espectáculo, fue conductor profesional en algunos programas de Susana Giménez y como productor en la FM Z95, luego en el programa Fax, conducido por Nicolás Repetto en Canal 13, en donde hacía entrevistas en la casa de los famosos. En aquellos comienzos televisivos de fines de los años 1980 y comienzos de los años 1990, fue Repetto quien, a raíz de un informe que Alejandro hizo sobre el cantante de reggae Bob Marley, quedó tan contento con su trabajo, que empezó a llamarlo con el apellido del cantante el cual combinado con su apellido sonaba Marley vive (Wiebe). Luego realizaría los programas 360: todo para ver, Clotilde en Teleshow, Teleshow, Telepasillo, Teleshow internacional y Expedientes Teleshow.
En el año 2002 pasó definitivamente al canal Telefe, con el programa sobre viajes a distintos puntos del mundo, acompañado por celebridades del país que se llamó MundoShow y finalizó en 2003.
Durante todo el año 2003 condujo el programa El show de la tarde, junto a Florencia Peña. Ese mismo año, luego de haber hecho la primera temporada de su programa de biografías a celebridades del espectáculo llamado Protagonistas únicos, fue elegido para conducir las galas de la primera temporada del reality show Operación triunfo. A fines del año 2003 comenzó Por el mundo, ciclo que fue el sucesor de MundoShow y que duraría hasta el año 2007. En el año 2004 realizó Odisea, en busca del escarabajo dorado, desde Costa Rica, que luego tendría dos temporadas más: Odisea, en busca del tesoro perdido (2005) y Odisea, aventura argentina (2007). Lo convocaron, a su vez, para hacer tres temporadas más de Operación triunfo: 2004-2005, 2005-2006 y 2009.
A fines de 2007, volvió a realizar un programa con Florencia Peña, en este caso de viajes y sucesor de Por el mundo, llamado Viaje de locos. En el año 2008 condujo un programa de entretenimientos llamado El muro infernal, el cual le valió dos nominaciones a los Premios Martín Fierro, en las ternas «labor conducción masculina» y «programa de entretenimientos». En el año 2010 volvió con un nuevo programa de entretenimientos dedicado al Mundial Sudáfrica 2010, llamado 3, 2, 1 ¡a ganar!, que finalizó el 26 de noviembre de 2010, con 10 meses al aire. Además, ese mismo año realiza la segunda temporada de Protagonistas únicos, con 16 emisiones.
En diciembre de 2010 reemplazó a Jorge Rial en Gran Hermano 2011, durante la primera gala de nominación y la primera gala de expulsión. En julio de 2011, Marley regresó junto a Noelia Marzol a la pantalla de Telefe, con el programa de entretenimientos Minuto para ganar, de emisión semanal, todos los viernes y domingos en el horario central de las 21:00 (UTC-3).
El 23 de septiembre de 2011, en el programa de Viviana Canosa declaró que conduciría Gran Hermano 2012 en caso de que Jorge Rial no siguiera con la conducción. Sin embargo, la producción del famoso programa de telerrealidad se decidió por contratar a Jorge Rial, dejando así a Marley sin esa oportunidad.
En 2012, llevó adelante la primera temporada de La Voz Argentina y la segunda temporada de Minuto para ganar. En 2013, condujo el reality Celebrity Splash, donde famosos llevaban a cabo pruebas de piruetas en una gran pileta y un jurado. Y con el programa de género tipo reality show Tu cara me suena (estrenado el 23 de septiembre de 2013), en el cual famosos deben ser caracterizados como distintos artistas e interpretar una de sus canciones más conocidas, programa que seguiría en 2014 con su segunda temporada (estrenada el 16 de abril). Ese año condujo los premios Martin Fierro. En 2014 durante el verano condujo el programa diario, de juegos, La Nave de Marley.
Simultáneamente, Marley condujo la tira del programa La ciencia de lo absurdo, emitido por el canal Nat Geo (National Geographic Channel), en el cual explica experimentos, piruetas, maniobras, caídas, etc., relacionándolas con las leyes de la física y química correspondientes, estrenado el 5 de mayo de 2014. Durante el 2015 condujo «La ley de Marley» por la FM Radio con Vos en 89.9 MHz.
Durante la primera parte de ese año, Marley volvió junto a los jueces de La Voz Argentina (Soledad Pastorutti, Axel, José Luis «El Puma» Rodríguez y los cantantes de Miranda! Ale Sergi y Juliana Gattas) pero esta vez con un nuevo formato, a la pantalla chica con un concurso de talentos musicales llamado Elegidos: La música en tus manos (Rising Star). La primera temporada tuvo tanto éxito que enseguida se abrió una gran convocatoria para la segunda temporada la cual inició el 8 de septiembre de 2015. En julio del mismo año, comenzó a conducir la tercera temporada del reality Tu cara me suena. 
Durante el 2016 condujo el reality Dueños de la cocina y protagonizó junto a Jey Mammon y Florencia Peña la adaptación de La peluquería de don Mateo. En el año 2017, Marley decide tener un hijo a través de un vientre subrogado en Estados Unidos, que nace el 27 de octubre y lo llama Mirko. En el año 2017, volvió con su exitoso programa de viajes Por el mundo, el cual siguió emitiéndose durante 2018 y 2019. En 2018 condujo la segunda temporada del reality de canto, en este caso por La Voz Argentina. En 2018 y 2019 condujo las entregas de los premios Martín Fierro. En 2020, condujo nuevamente El muro infernal y Por el mundo en casa por Telefe. En 2021 volvió a conducir una nueva temporada de Minuto para ganar y la tercera edición de La Voz Argentina. En noviembre de 2022, volvió con su programa de viajes llamado Por el mundo: Mundial en su recorrido por la Copa Mundial de Fútbol en Catar.

## Vida privada
El 27 de octubre de 2017, en Chicago, Estados Unidos, con ayuda de la gestación subrogada, nació su hijo Mirko Wiebe. En agosto de 2024, habló públicamente por primera vez sobre su homosexualidad.
El 28 de diciembre de 2024, fue padre nuevamente al nacer su hija Milenka.

## Controversias
En junio de 2023, fue denunciado en Misiones por presunto abuso sexual infantil, y la causa fue tomada por la justicia federal de Comodoro Py a cargo del juez Ariel Lijo. El 26 de junio de 2024 el Juez Ariel Lijó desestimó la denuncia, alegando que la persona no ratificó la denuncia, y no se encontraron pruebas del hecho.
El 27 de agosto de 2024, fue denunciado judicialmente por presunta corrupción de menores de edad. El 28 de agosto de 2024 Marley presentó una serie de pruebas, desacreditando la versión del denunciante. “Me extorsiono por dinero”

## Filmografía

### Programas de televisión
| Año                                   | Programa                                | Rol                    | Canal               | Notas                              |
| ------------------------------------- | --------------------------------------- | ---------------------- | ------------------- | ---------------------------------- |
| 1991 - 1992                           | Fax                                     | Columnista             | Canal 13            |                                    |
| 1993 - 1995                           | 360: todo para ver                      | Columnista             | Canal 13            |                                    |
| 1993 - 1995                           | TN Show                                 | Conductor              | Todo Noticias       |                                    |
| 1995                                  | Cha Cha Cha                             | Participación especial | América TV          |                                    |
| 1996                                  | Clotilde en Teleshow                    | Conductor              | Canal 13            |                                    |
| 1996 - 1999                           | Teleshow                                | Conductor              | Canal 13            |                                    |
| 1999 - 2001                           | Telepasillo                             | Conductor              | Canal 13            |                                    |
| 2000 - 2002                           | Teleshow internacional                  | Conductor              | Canal 13            |                                    |
| 2001 - 2002                           | Expedientes Teleshow                    | Conductor              | Canal 13            |                                    |
| 2002 - 2003                           | MundoShow                               | Conductor              | Telefe              |                                    |
| 2003                                  | El show de la tarde                     | Conductor              | Telefe              |                                    |
| 2003, 2010                            | Protagonistas únicos                    | Conductor              | Telefe              |                                    |
| 2003 - 2006, 2009                     | Operación triunfo                       | Conductor              | Telefe              |                                    |
| 2003 - 2006, 2017 - 2019, 2021 - 2022 | Por el mundo                            | Conductor              | Telefe              |                                    |
| 2004                                  | Odisea, en busca del escarabajo dorado  | Conductor              | Telefe              |                                    |
| 2005                                  | Odisea, en busca del tesoro perdido     | Conductor              | Telefe              |                                    |
| 2007                                  | Odisea, aventura argentina              | Conductor              | Telefe              |                                    |
| 2007 - 2008                           | Viaje de locos                          | Conductor              | Telefe              |                                    |
| 2008 - 2009, 2020                     | El muro infernal                        | Conductor              | Telefe              |                                    |
| 2010                                  | Justo a tiempo                          | Conductor              | Telefe              | Reemplazo temporal de Julián Weich |
| 2010                                  | 3, 2, 1 ¡A ganar!                       | Conductor              | Telefe              |                                    |
| 2011 - 2013, 2019, 2021               | Minuto para ganar                       | Conductor              | Telefe              |                                    |
| 2011                                  | Gran Hermano 2011                       | Conductor              | Telefe              | Reemplazo temporal de Jorge Rial   |
| 2012, 2018, 2021 - 2022               | La Voz Argentina                        | Conductor              | Telefe              |                                    |
| 2012 - 2014                           | Todos juntos                            | Conductor              | Telefe              | Especial anual                     |
| 2013, 2018 - 2019, 2022               | Premios Martín Fierro                   | Conductor              | Telefe              | Entrega de premios                 |
| 2013                                  | Celebrity Splash                        | Conductor              | Telefe              |                                    |
| 2013 - 2015                           | Tu cara me suena                        | Conductor              | Telefe              |                                    |
| 2014                                  | La Nave de Marley                       | Conductor              | Telefe              |                                    |
| 2014                                  | Kids' Choice Awards Argentina 2014      | Conductor              | Telefe              | Entrega de premios                 |
| 2014 - 2015                           | El destino perfecto                     | Conductor              | Telefe              |                                    |
| 2014 - 2016                           | La ciencia de lo absurdo                | Conductor              | National Geographic |                                    |
| 2015                                  | Elegidos                                | Conductor              | Telefe              |                                    |
| 2015                                  | Telefe 25 años                          | Conductor              | Telefe              |                                    |
| 2015, 2017                            | Premios Tato                            | Conductor              | Telefe              | Entrega de premios                 |
| 2016                                  | Dueños de la cocina                     | Conductor              | Telefe              |                                    |
| 2016                                  | La peluquería de don Mateo              | Conductor              | Telefe              | Personificado como "El cliente"    |
| 2016 - 2017                           | Marley presenta                         | Conductor              | Telefe              |                                    |
| 2017                                  | Despedida de solteros                   | Conductor              | Telefe              |                                    |
| 2017                                  | The Wall                                | Conductor              | Telefe              |                                    |
| 2018, 2022                            | Por el mundo: Mundial                   | Conductor              | Telefe              |                                    |
| 2020 - 2021                           | Por el mundo: En casa                   | Conductor              | Telefe              |                                    |
| 2022                                  | Voluntarios: todo sea por la ciencia    | Conductor              | Disney+             |                                    |
| 2022                                  | Marley & Mirko                          | Protagonista           | Paramount+          |                                    |
| 2022                                  | Por el mundo: Mundial: Flash            | Conductor              | Telefe              |                                    |
| 2023                                  | The Challenge Argentina: El Desafio     | Conductor              | Telefe Paramount+   |                                    |
| 2023                                  | The Challenge: Global Championship      | Conductor              | Paramount+          |                                    |
| 2024                                  | Survivor Argentina: Expedición Robinson | Conductor              | Telefe Disney+      |                                    |

### Cine
| Año  | Título                  | Personaje | Notas                  |
| ---- | ----------------------- | --------- | ---------------------- |
| 2008 | 100% Lucha, la película | El mismo  | Participación especial |
| 2015 | Locos sueltos en el zoo | Oruga     | Protagonista           |

### Ficciones
| Año  | Título                | Personaje | Canal      | Notas                    |
| ---- | --------------------- | --------- | ---------- | ------------------------ |
| 2003 | Costumbres argentinas |           | Telefe     |                          |
| 2004 | La niñera             |           | Telefe     |                          |
| 2005 | Amor en custodia      | El mismo  | Telefe     |                          |
| 2005 | Casados con hijos     | El mismo  | Telefe     | Temporada 1, Episodio 69 |
| 2011 | Sr. y Sra. Camas      | El mismo  | TV Pública |                          |
| 2012 | Dulce amor            | El mismo  | Telefe     |                          |
| 2012 | Graduados             | El mismo  | Telefe     |                          |
| 2016 | Loco por vos          | El mismo  | Telefe     | Episodio 10              |

### Radio
| Año       | Programa         | Emisora       | Notas                       |
| --------- | ---------------- | ------------- | --------------------------- |
| 2015-2016 | La ley de Marley | Radio con Vos | Debut como conductor radial |

## Premios y nominaciones

### Televisión
| Año  | Premio                        | Categoría                  | Programa                                                                           | Resultado |
| ---- | ----------------------------- | -------------------------- | ---------------------------------------------------------------------------------- | --------- |
| 2018 | Premios Martín Fierro         | Mejor conducción masculina | Por el mundo, La Voz Argentina                                                     | Ganador   |
| 2017 | Premios Martín Fierro         | Mejor conducción masculina | Por el mundo, Despedida de solteros, The Wall y Marley presenta                    | Nominado  |
| 2017 | Premios Martín Fierro Digital | Rey de redes               | —                                                                                  | Ganador   |
| 2017 | Premios Tato                  | Mejor conducción masculina | Por el mundo, The Wall, construye tu vida, Marley presenta y Despedida de solteros | Nominado  |
| 2013 | Premios Tato                  | Mejor conducción masculina | Minuto para ganar, Celebrity Splash y Tu cara me suena                             | Nominado  |
| 2012 | Premios Tato                  | Mejor conducción masculina | La Voz Argentina                                                                   | Ganador   |
| 2012 | Premios Martín Fierro         | Mejor conducción masculina | Minuto para ganar y La Voz Argentina                                               | Nominado  |
| 2011 | Premios Martín Fierro         | Mejor conducción masculina | Minuto para ganar                                                                  | Nominado  |
| 2008 | Premios Martín Fierro         | Mejor conducción masculina | El muro infernal y Por el mundo                                                    | Nominado  |